# Джон Ячменное Зерно (песня)
«John Barleycorn» («Джон Ячменное Зерно») — английская народная песня. Джон Ячменное Зерно в песне олицетворяет зерновые урожаи ячменя и варение алкогольных напитков из него — пива и виски. В песне описываются жизнь Джона Ячменное Зерно, полная страданий, сражений, унижений, и заканчивающаяся его смертью. Эти перипетии соответствуют различным стадиям выращивания и приготовления ячменя, например, таким, как жатва и пивоварение. В 1782 году шотландский поэт Роберт Бернс опубликовал свою версию песни, которая повлияла на последующие версии.

## Происхождение
Ученая Кэтлин Герберт обращает внимание на связь между Беовой (мифической фигурой из англо-саксонского язычества, которая присутствует в ранних англо-саксонских королевских генеалогиях, чье имя означает «ячмень») и фигурой Джона Ячменное Зерно. Она утверждает, что Беова и Ячменное Зерно — один и тот же персонаж, а народная песня описывает подробности страданий, смерти и воскресения Джона Ячменное Зерно, а также «оживляющий эффект от питья его крови» (т.е. спиртного).
Джон Ячменное Зерно, олицетворяющий ячмень, сталкивается с большими страданиями, умирая неприятной смертью. Тем не менее, в результате этой смерти может быть произведен алкоголь, поэтому Ячменное Зерно умирает, чтобы другие могли жить. Наконец само его тело также оказывается пьяно. Популярный гимн «We Plough the Fields and Scatter» часто пели на Празднике урожая в одну дуду.
С другой стороны, в своих примечаниях к книге «Penguin Book of English Folk Songs» (Лондон, 1959), редакторы А.Л. Ллойд и Ральф Вон-Уильямс задумываются о том, чем является это баллада: «необычно связным фольклорным пережитком» или «творением антиквара-возрожденца, которое ушло в народ и подвергнулось архаизации». В любом случае, отмечают они, это «очень старая песня», печатные версии которой появились ещё в шестнадцатом веке.

## В современной культуре
- Эта композиция исполняется в альбоме John Barleycorn Must Die британской группы Traffic, выпущенном в 1970 году. После распада группы Стив Уинвуд исполнял её на концертах. Обработки этой песни были выполнены и многими другими музыкантами, в том числе, Fire + Ice, Gae Bolg, Bert Jansch, the John Renbourn Group, Pentangle, Finest Kind, Martin Carthy, Roy Bailey, Martyn Bates, the Watersons, Steeleye Span, Jethro Tull, Joe Walsh, Fairport Convention, the Minstrels of Mayhem, Galley Beggar, Donnybrook Fair, Oysterband, Frank Black,  Крис Вуд, Quadriga Consort, Maddy Prior, Heather Alexander, Leslie Fish, Tim van Eyken, Barry Dransfield, Of Cabbages and Kings, Winterfylleth, John Langstaff.
- В фильме ужасов 1973 года «Плетёный человек» шотландский полицейский инспектор расследует исчезновение девочки-подростка в коммуне, живущей на небольшом и труднодоступном острове. Постепенно выясняется, что все жители острова являются адептами кельтского языческого культа. Одним из ритуалов является выпечка ячменного хлеба в форме человеческой фигуры, которую пекарь называет «дух полей — Джон Ячменное Зерно».
- Одна из сцен фильма «Нирвана» сопровождается песней «John Barleycorn» в исполнении Стива Уинвуда и группы Traffic. Под её звуки Джимми бросает всё и устремляется в неизвестность, чтобы через страдание и смерть выполнить своё предназначение.
- У британского музыканта Джонни Флинна также есть песня, посвященная Джону Ячменное Зерно, которая, однако, является оригинальной композицией.
- У российской фолк группы Green Crow есть песня Джон Ячменное Зерно, являющаяся художественным переводом на русском языке.